# De Porceleyne Fles

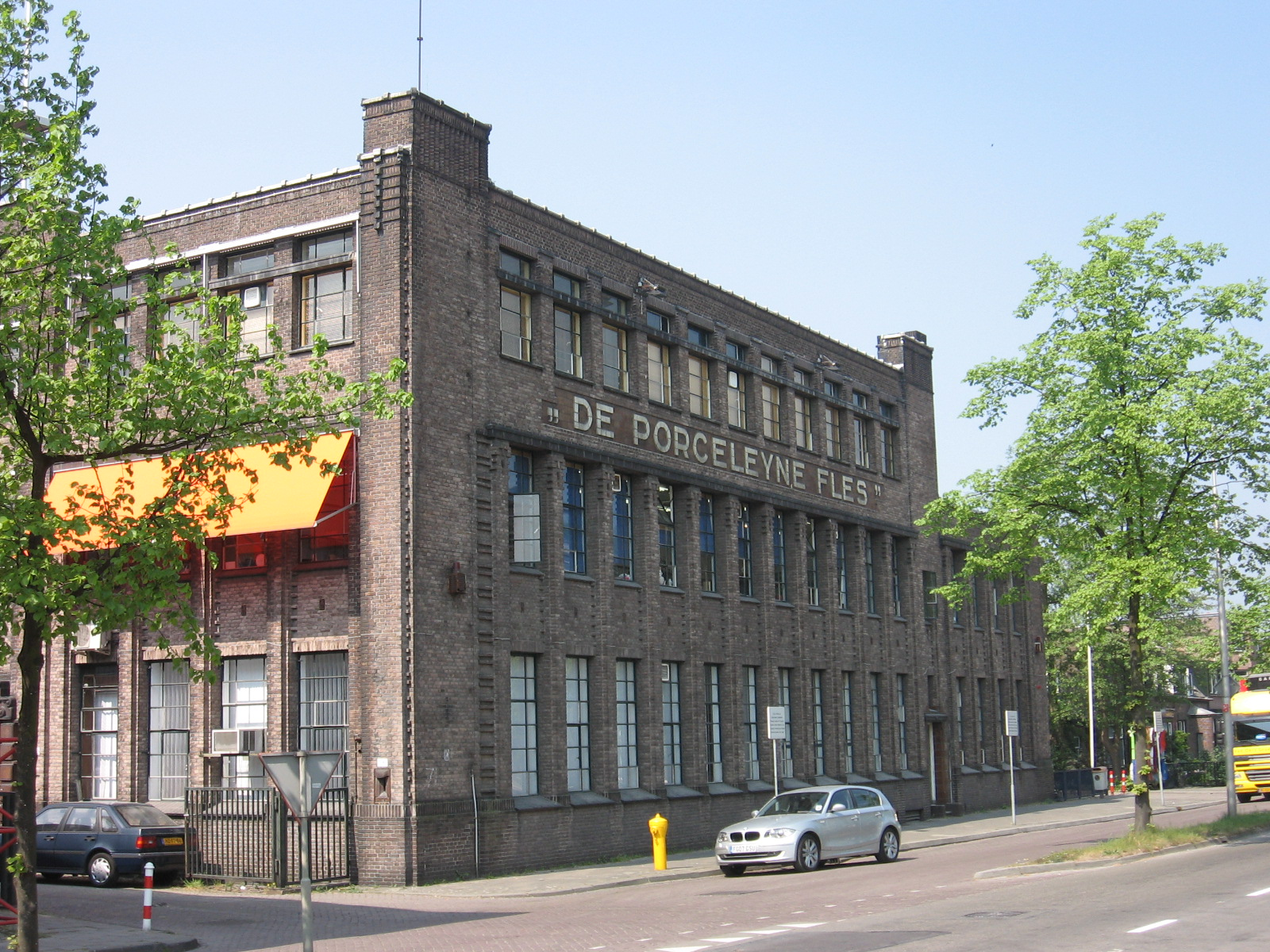
Das Hauptgebäude am Rotterdamseweg in Delft

De Porceleyne Fles (vollständig De Koninklijke Delftsche Aardewerkfabriek „De Porceleyne Fles Anno 1653“ N.V., dt. wörtl. Die Porzellanflasche, international bekannt als Royal Delft) ist eine Delfter Keramikmanufaktur mit einem Museum. Die 1653 gegründete Manufaktur ist ursprünglich für ihre als Delfter Blau oder Delfter Keramiken bezeichneten Fayencen bekannt, die bemalten Fliesen werden auch Delfter Kacheln genannt. Da die Herstellung von Porzellan in Europa noch unbekannt war, wurden ursprünglich chinesische Produkte mit heimischem Ton nachgeahmt. Seit 1919 ist das Unternehmen berechtigt, mit dem Zusatz „Koninklijke (dt. königliche)“ zu firmieren. Heute ist die Manufaktur in der Produktion von dekorativem delfts blauw führend und hat jährlich mehr als 140.000 Besucher.

## Geschichte

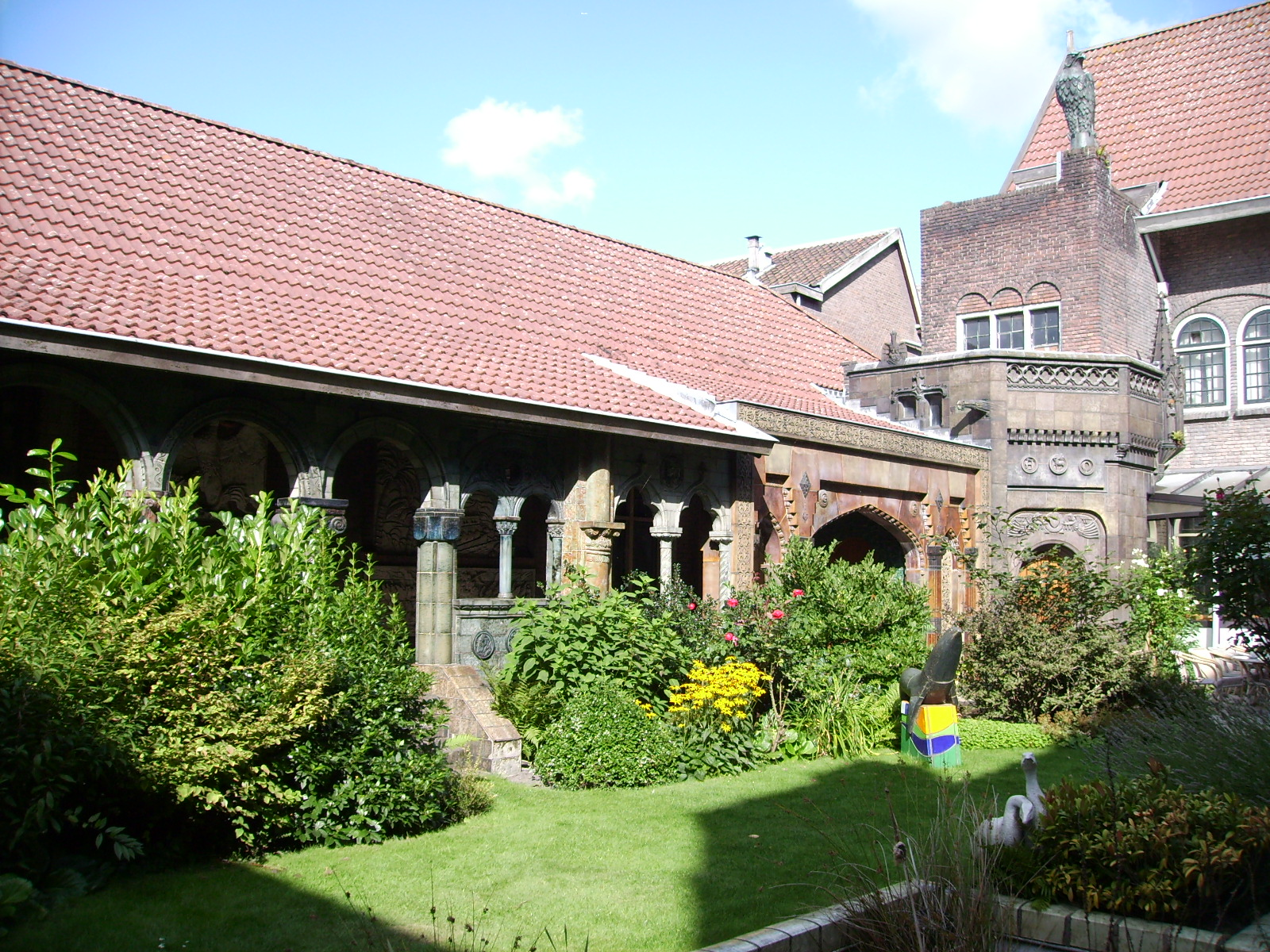
Der Innenhof des Hauptgebäudes

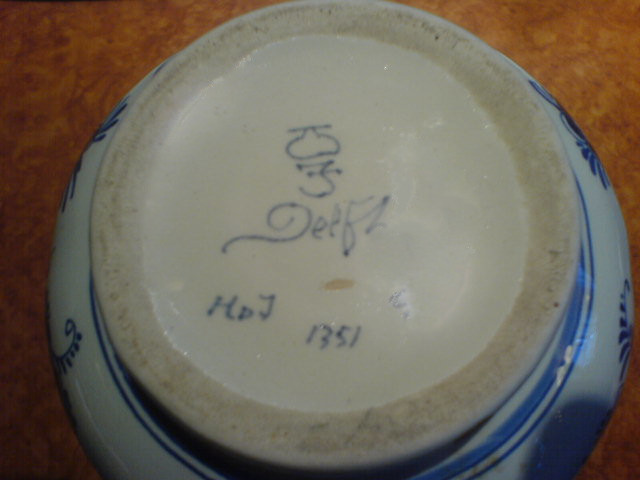
Markenzeichen De Porceleyne Fles von 1959

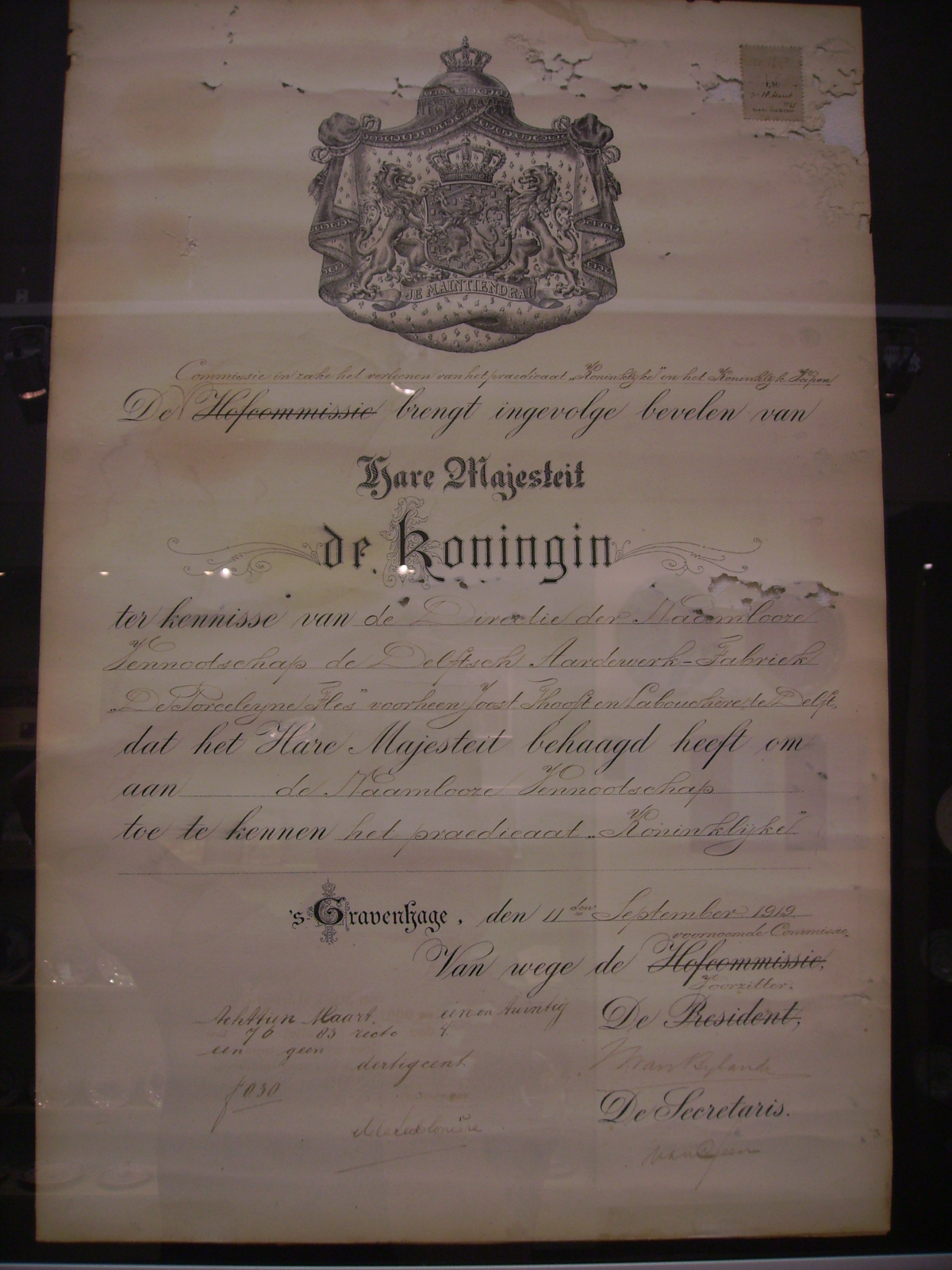
Königliche Verleihungsurkunde

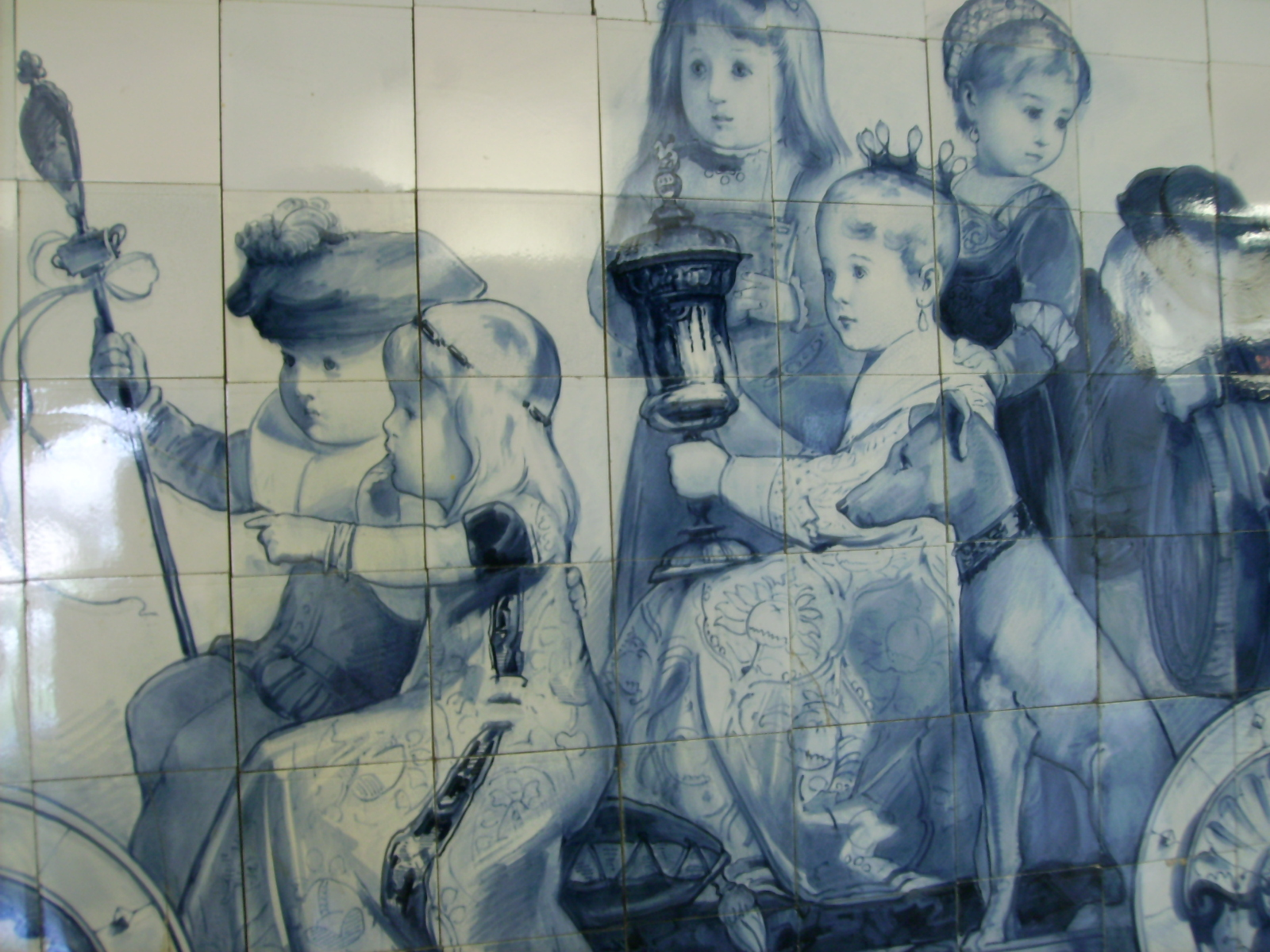
Wandfläche aus historischen Delfter Kacheln

### Chinesisches Porzellan als Vorbild
Seit dem 13. Jahrhundert gelangte Porzellan nach Europa. Die Einfuhr erfolgte ab 1516 vermehrt über Macau und Nagasaki nach Lissabon. Im 17. Jahrhundert wurden aber die Niederlande beim Porzellanimport führend, insbesondere durch die Niederländische Ostindien-Kompanie. In Europa wurden Versuche unternommen, Chinesisches Porzellan selbst herzustellen. In Faenza, das der Republik Venedig angehörte, wurde im 16. Jahrhundert das Bianchi di Faenza aus Keramik gefertigt. Es wurde mit einer Zinnglasur überzogen. Deshalb waren die Fayenceprodukte dickwandiger als Porzellan. Bereits in der zweiten Hälfte des 16. Jahrhunderts hatten Manufakturen in Amsterdam, Haarlem und Middelburg mehrfarbige Tonwaren hergestellt. Dieses Kunsthandwerk ist ursprünglich von den italienischen Töpfern übernommen worden. Die erste Manufaktur in Delft wurde gegen Ende des 16. Jahrhunderts gegründet. Delft entwickelte sich rasch zu einem Zentrum der europäischen Fayenceherstellung, da die dortigen Manufakturen zu Anfang des 17. Jahrhunderts begannen, chinesisches Porzellan mit der beliebten blauen Bemalung auf weißem Grund zu imitieren.

### 17. Jahrhundert
Durch den Bürgerkrieg in China verringerte sich der Import in die Niederlande trotz weiter hoher Nachfrage nach Porzellan. In Delft waren durch den Niedergang einiger Brauereien geeignete Gebäude für Manufakturen vorhanden. Im 17. Jahrhundert wurden etwa 32 Delfter Manufakturen gegründet. Bis heute hat sich alleine De Porceleyne Fles erhalten. 1653 wurde die Manufaktur von David Anthonisz van der Piet gegründet. Seit dieser Zeit wurden bei der Porzellanmalerei bereits auch typische niederländische Landschafts- und Meeresansichten in Delfter Blau verwendet, zu denen Windmühlen und Segelschiffe zählen. 1655 ging der Betrieb in den Besitz von Wouter van Eenhoorn und Quirijn van Cleynhoven über. 1663 verkaufte van Eenhoorn seinen Anteil an Quirijn van Cleynhoven, der 1695 verstarb. Dessen Witwe, Engeltje Oprust, verkaufte die Manufaktur 1697 an den Leidener Kaufmann Johannes Knotter. Meistermaler wurde Johannes Verburgh. 1698 wurde Johannes Knotter winkelhouder (Geschäftsinhaber). Er hat erstmals die Porzellanflasche zur Kennzeichnung der Marke eingeführt. Da Verburgh zum Konkurrenzbetrieb De Grieksche A wechselte, beschäftigte Knotter im gleichen Jahr den Meistermaler Dirk Baans und ab 1700 Cornelis van der Houve.

### 18. Jahrhundert
1701 verkaufte Knotter die Manufaktur an Marcelis de Vlught. Dieser war wie die früheren Eigentümer weder ein Töpfer noch ein Maler. Er stellte Jan Sixtus van der Hoeck ein, der als einer der bedeutendsten Porzellanmaler seiner Zeit galt und für seine kunstvollen Dekorationen berühmt war. 1750 verkaufte de Vlught an Christoffel van Doorne und an dessen Sohn Pieter. Nach dem Tode seiner Eltern im Jahr 1762 ging die Manufaktur ganz an Pieter van Doorne über. 1771 verkaufte Pieters Witwe die Manufaktur an den Töpfermeister Jacobus Harlees, der nach einer etwa siebzigjährigen Unterbrechung die Porzellanflasche wieder in das Markenzeichen einfügte. Dessen Sohn Dirck Harlees erbte die Manufaktur 1782. Die Delfter Keramikindustrie geriet im 18. Jahrhundert in eine Krise. Dies hatte mehrere Gründe. Zum einen wurde in Deutschland 1708 von Johann Friedrich Böttger und Ehrenfried Walther von Tschirnhaus die Methode zur Herstellung von Porzellan gefunden, so dass nun diese Produkte zu den Delfter Fayencen in Konkurrenz traten. Zum anderen wurde 1746 ein weißer Porzellanton von William Cookworthy in Cornwall entdeckt, der dem Delfter Material ebenfalls weit überlegen war. Somit wurde auch die englische Manufaktur Wedgwood zu einem mächtigen Wettbewerber. Das asiatische Porzellan wurde außerdem immer preiswerter. Schließlich fehlte es den Delfter Herstellern an marktgerechten Innovationen.

### 19. Jahrhundert
Dirck Harlees verkaufte das Unternehmen 1804 an Henricus Arnoldus Piccardt, von dessen Tochter Geertruida V.M.A Piccardt es von 1849 bis 1876 fortgeführt wurde. Um dem Wettbewerb standzuhalten, setzte sie auf bedruckte Massenware und gab die handwerkliche Produktion mit der Handbemalung weitgehend auf. 1876 erwarb der Ingenieur Joost Thooft den Betrieb mit dem Ziel, die alte Tradition der Delfter Ware wieder zu beleben. 1884 wurde der Apotheker Abel Labouchere sein Partner. Gemeinsam entwickelten sie eine neue Materialmischung, die weniger zerbrechlich war und dem englischen Porzellanton eher entsprach. Die Manufaktur erlebte nun eine neue Blüte. Dem Markenzeichen der Porzellanflasche wurden das Monogramm JT und die geographische Herkunftsangabe Delft hinzugefügt. Joost Thooft starb bereits im Alter von 46 Jahren. Damit wurde Abel Labouchere alleiniger Inhaber. In den Jahren von 1878 bis 1930 war Leo Senf (1860–1940), ein Schüler des bedeutenden Fayence-Malers Cornelis Tulk, einer der bekanntesten Designer in der Geschichte der Porceleyne Fles. 1895 entstand die Abteilung Baukeramik. Die Manufaktur erhielt wichtige Aufträge für Architekturkeramik, unter anderem für den Friedenspalast in Den Haag. Auf der Weltausstellung in Paris 1900 wurde das Unternehmen für eine keramische Galerie mit dem Grand Prix ausgezeichnet.

### 20. Jahrhundert
1904 wurde das Unternehmen in eine Aktiengesellschaft umgewandelt. Es firmierte dann unter der Bezeichnung „De Porceleyne Fles Anno 1653 vormals Joost Thooft und Labouchere“. Der Betrieb wurde 1916 vom östlichen Rand Delfts in den Rotterdamseweg verlegt. 1919 erhielt das Unternehmen das Privileg, die Fabrik als Königliche Manufaktur zu bezeichnen. Die Abteilung Experimentelle Keramik wurde ab 1956 aufgebaut. Maßgeblich entwickelte hier als zuständiger Abteilungsleiter der Bildhauer, Keramiker und Chemiker Theo Dobbelmann (geboren 1906 in Nijmegen, Professor an der Rijksakademie van beeldende kunsten in Amsterdam, gestorben 1984) mit seinen Schülern neue Ausdrucksformen und Techniken. In der Zusammenarbeit mit zahlreichen Künstlern wurden nicht nur Gebäude, sondern auch Kreuzfahrtschiffe mit keramischen Wandreliefs ausgestattet. Die monumentale Wandkunst wurde in den 1970er Jahren immer weniger nachgefragt, so dass die experimentelle Abteilung 1977 geschlossen werden musste. Dafür wurde 1988 wieder eine Kollektion zeitgenössischer Keramik eingeführt, für die in einer limitierten und nummerierten Auflage jedes Jahr ein bekannter Künstler oder Designer ein Objekt gestalten soll. 2008 konnte die Aktiengesellschaft die Firma Royal Leerdam Crystal aufkaufen, ein traditionsreiches Unternehmen, das auf die Herstellung von dekorativen Kunst- und Gebrauchsgegenständen aus Kristall spezialisiert ist.